# Divisa Nova
Divisa Nova är en kommun i Brasilien.   Den ligger i delstaten Minas Gerais, i den sydöstra delen av landet, 700 km söder om huvudstaden Brasília. Antalet invånare är 5 760.
Omgivningarna runt Divisa Nova är huvudsakligen savann. Runt Divisa Nova är det ganska glesbefolkat, med 36 invånare per kvadratkilometer.